# バーンソーン駅
バーンソーン駅（バーンソーンえき、タイ語：สถานีบางซ่อน）はタイのバンコク都バーンスー区にある、バンコク・メトロ（MRT）とタイ国有鉄道（STR）の駅。
日本語への転写における長母音の扱いによりバンソン駅などの表記ゆらぎが存在する。
バンコク・メトロはパープルライン、タイ国有鉄道は近郊電車のライトレッドラインが乗り入れる。
かつては南本線中長距離列車が停車していた。

## 沿革
- 2012年12月5日 - 駅施設自体は完成したSRTライトレッドライン用の高架駅で、気動車によってタリンチャン-バーンソーン間試験運行開始[2]。
- 2013年9月14日 - 試験運行の気動車の週末の運行を停止[3]。
- 2014年1月13日 - 試験運行の気動車の運行を完全に停止。
- 2016年8月6日 - バンコクメトロパープルラインの駅が開業。
- 2021年8月2日 - SRTライトレッドラインの駅が本開業。

## 駅構造

### バンコク・メトロ
クルンテープ＝ノンタブリー道路上にある高架駅で2階が改札階、3階がホーム階となっている。ホームは島式ホーム1面2線を有し、可動式ホーム柵を装備する。

#### のりば
| 番線 | 路線           | 行先                   |
| ---- | -------------- | ---------------------- |
| 1    | パープルライン | タオプーン方面         |
| 2    | パープルライン | クローンバーンパイ方面 |

### タイ国有鉄道
ライトレッドラインと南本線の線路は並行して存在するが、駅施設としては分離されている。
ライトレッドラインは高架駅で1階が改札階、2階がホーム階となっている。ホームは相対式ホーム2面2線を有する。
南本線は1面2線の島式ホームを2面の相対式ホームで挟んだ地上駅で、ホームのみで駅舎が無い停車場であった。
新線開通直後、地上ホームに停車する列車は存在しないという扱いであったが、2025年4月現在、公式の電子時刻表においては、朝の上り通勤列車1便のみが停車する。

#### のりば
| 番線                             | 路線                             | 行先                                                   |
| ライトレッドラインホーム（高架） | ライトレッドラインホーム（高架） | ライトレッドラインホーム（高架）                       |
| -------------------------------- | -------------------------------- | ------------------------------------------------------ |
| 1                                | ライトレッドライン               | タリンチャン方面                                       |
| 2                                | ライトレッドライン               | クルンテープ・アピワット中央方面                       |
| 南本線ホーム（地上）             |                                  |                                                        |
| 南側線路                         | 南本線                           | タリンチャン、スンガイコーロック、パダン・ブサール方面 |
| 北側線路                         | 南本線                           | バーンスー、フワランポーン方面                         |

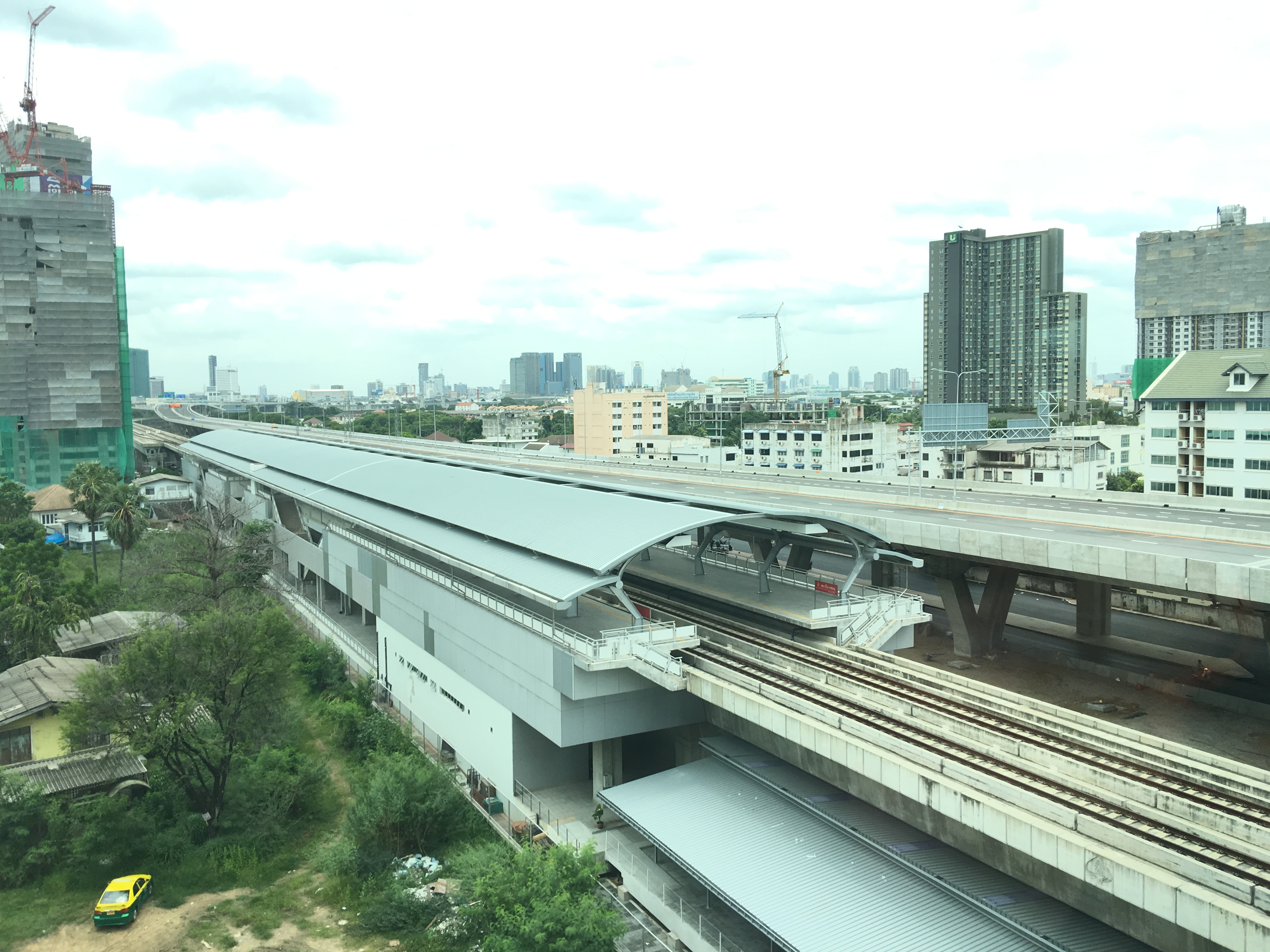
駅全景
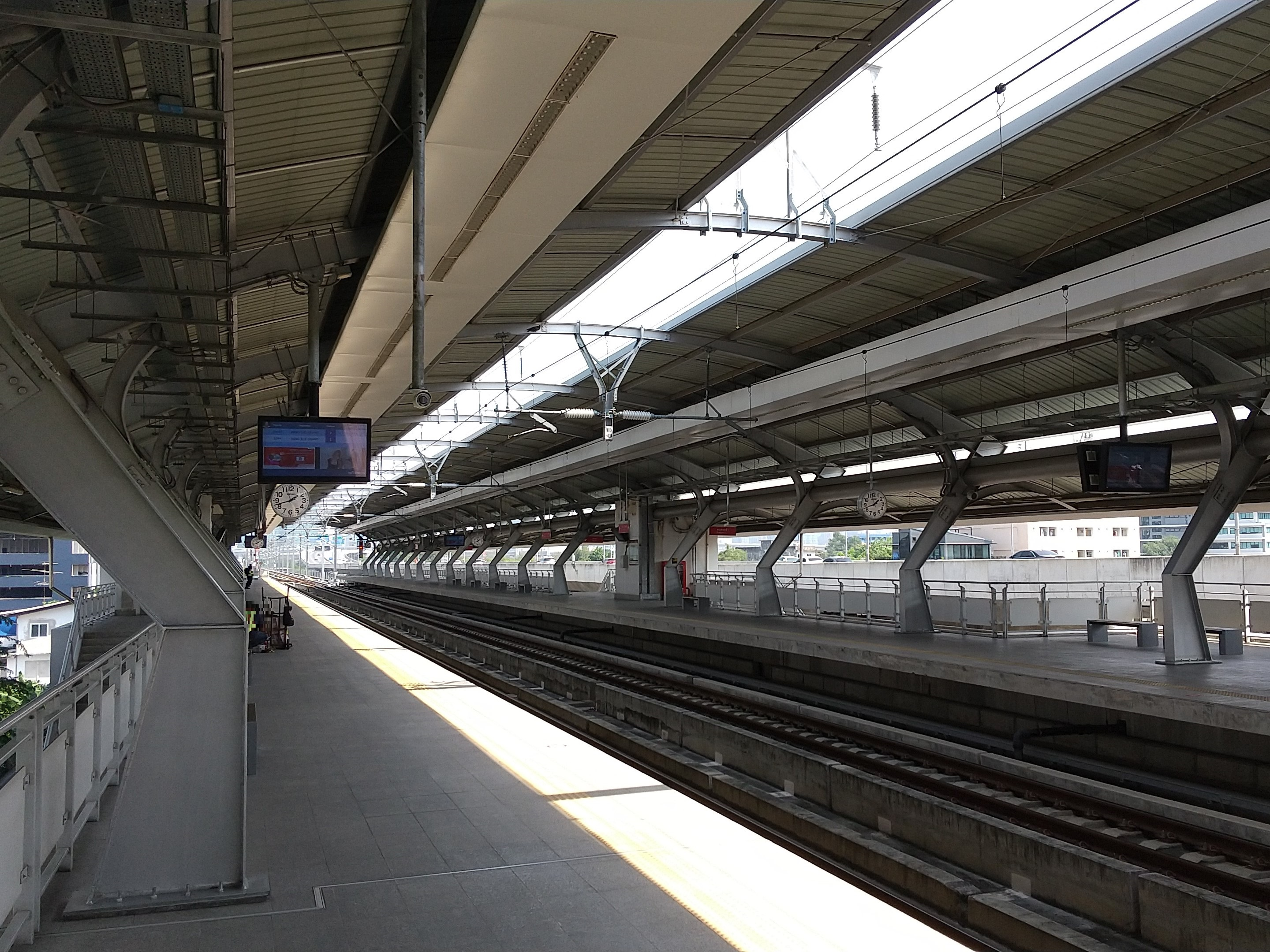
ライトレッドライン 高架ホーム
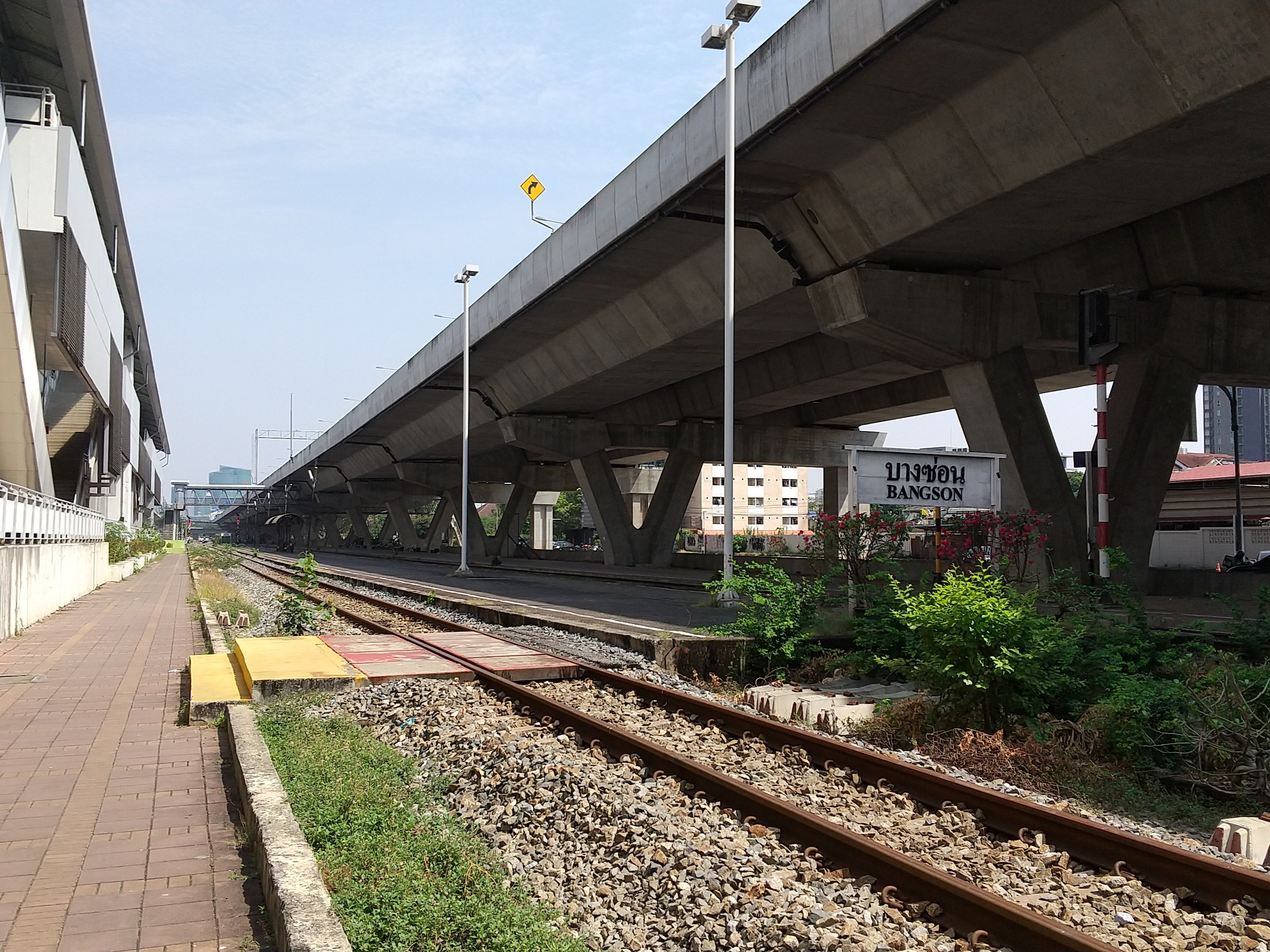
南本線（地上線）ホーム
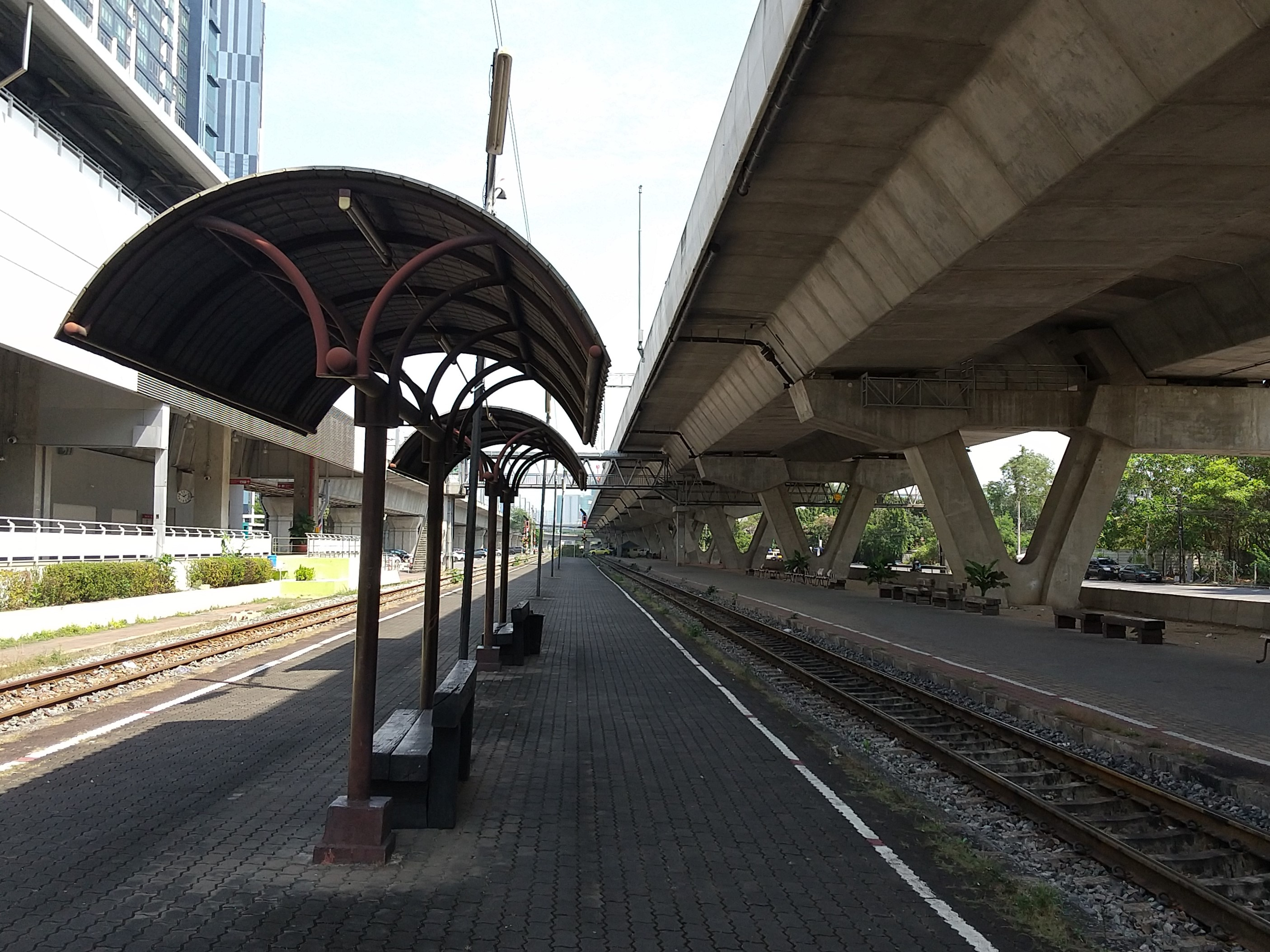
南本線（地上線）ホーム

## 駅周辺
- バーンソーン市場

## 隣の駅
バンコク・メトロ
 パープルライン
ウォンサワン駅 (PP14) - バーンソーン駅 (PP15) - タオプーン駅 (PP16)
タイ国有鉄道
 ライトレッドライン
クルンテープ・アピワット中央駅 (RW01) - バーンソーン駅 (RW02) - バンバムル駅 (RW05)
南本線
バーンスー分岐駅 - バーンソーン駅 - バンバムル駅